# Les Cerqueux-sous-Passavant
Les Cerqueux-sous-Passavant korábbi község Franciaország Loire mente régiójában, Maine-et-Loire megyében. 2016. január 1-jén hat másik korábbi községgel egyesült és Lys-Haut-Layon új község része lett.
Lakosainak száma 498 fő (2018. január 1.). Les Cerqueux-sous-Passavant Cléré-sur-Layon, Nueil-sur-Layon, Saint-Paul-du-Bois, Lys-Haut-Layon, Saint Maurice Étusson és Vihiers községekkel határos.

## Népesség
A település népességének változása:
| Lakosok száma | 677  | 619  | 506  | 477  | 445  | 482  | 504  | 520  | 515  | 498  |
|               | 1962 | 1968 | 1982 | 1990 | 1999 | 2008 | 2011 | 2013 | 2017 | 2018 |